# Sirio (P 409)
Il Sirio è un pattugliatore d'altura italiano per la vigilanza della pesca (ViPe), la sorveglianza e la difesa costiera e il controllo del traffico mercantile marittimo; assieme al gemello Orione fa parte della classe Costellazioni 2ª serie del progetto denominato: Nuove Unità Pattugliamento d'Altura, unità gestite operativamente dalla Marina Militare e finanziate dal Ministero dei trasporti e della navigazione.

## Servizio
Il pattugliatore, costruito negli stabilimenti di Muggiano è stato varato l'11 maggio 2002 e consegnato alla Marina Militare il 30 maggio 2003. La Bandiera di Combattimento è stata consegnata il 12 marzo 2005 a La Spezia dal Gruppo ANMI "Vanni Folco" di Savona.

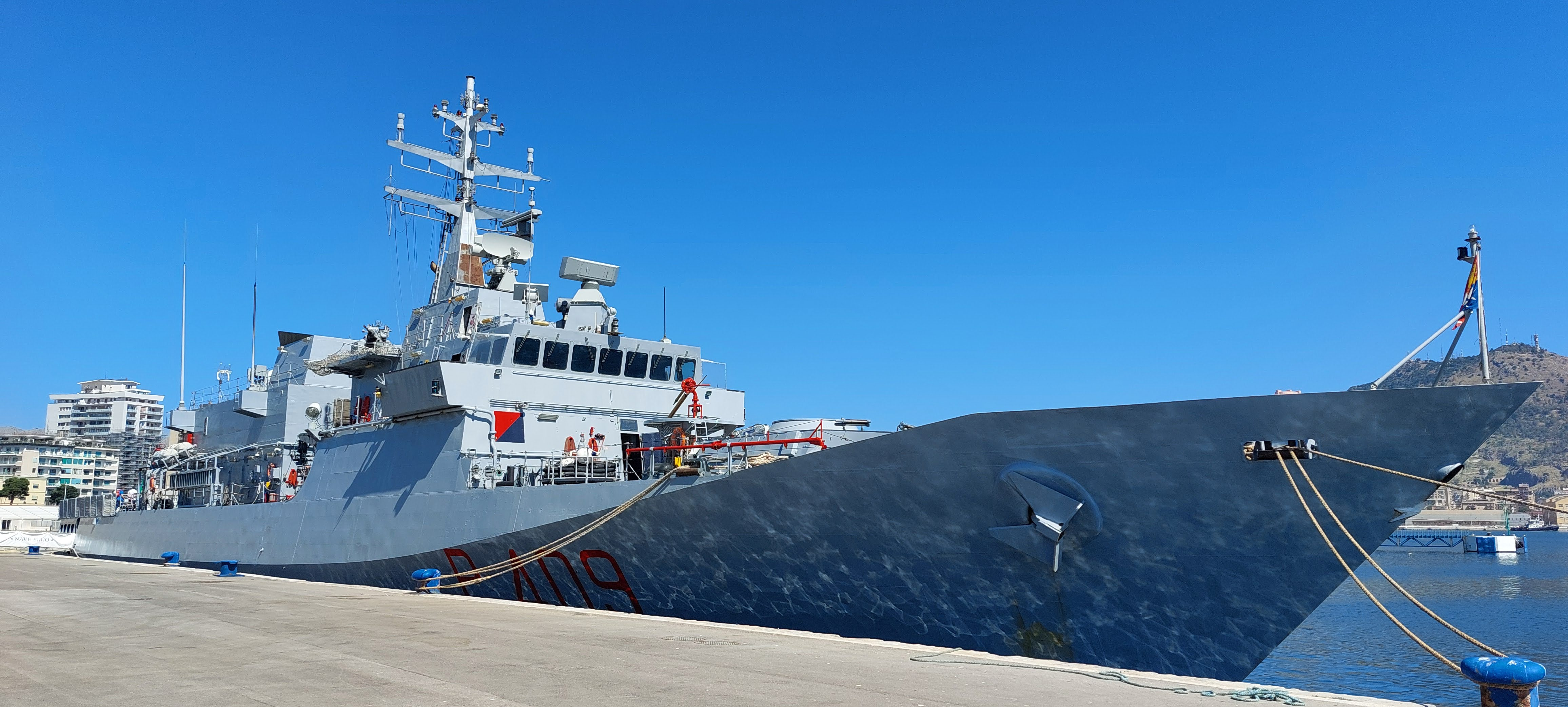
Nave Sirio - Pattugliatore P409 della Marina Militare Italiana ormeggiata al porto di Palermo

L'unità porta il nome di una torpediniera della seconda guerra mondiale della Regia Marina che dopo il conflitto ha prestato servizio come unità di scorta nella Marina Militare: Sirio.
È inquadrato nel COMSQUAPAT2 del COMFORPAT, il Comando delle forze da pattugliamento per la sorveglianza e la difesa costiera con base operativa ad Augusta ed è impiegato nel pattugliamento costiero ed in particolare nel controllo del traffico mercantile e la sorveglianza nel controllo dell'immigrazione nel canale di Sicilia. Oltre alle missioni ViPe (vigilanza pesca) e a quelle sopra citate, svolge occasionalmente attività di formazione ospitando ad esempio sessioni della Scuola del Comando Navale.
Nell'ambito della sua attività di vigilanza, ha effettuato vari salvataggi di migranti in difficoltà nel tentativo di attraversare il Canale di Sicilia verso le coste italiane.
Nel 2010 il pattugliatore ha effettuato anche attività di esercitazione antinquinamento, precisamente la Naxos 2010 che simulava lo sversamento di greggio nel mare antistante Giardini Naxos e conseguente inquinamento anche della spiaggia.